# Епархия Каира (маронитская)
Епархия Каира (лат. Eparchia Cahirensis Maronitarum) — епархия Маронитской католической церкви. Епархия Каира распространяет свою юрисдикцию на территорию Египта и Судана. Кафедральным собором каирской епархии является церковь Святого Иосифа в городе Каир.

## История
В 1904 году Святой Престол учредил патриарший викариат для верующих Маронитской церкви, проживавших в Египте.
22 июня 1946 года Римский папа Пий XII выпустил буллу Inter praecipuas, которой преобразовал патриарший викариат в каирскую епархию для верующих Маронитской католической церкви, проживающих в Египте и Судане.

## Ординарии епархии
- епископ Pietro Dib (30.07.1946 — 4.11.1965);
- епископ Joseph Merhi (24.08.1972 — 5.06.1989);
- епископ Joseph Dergham (5.06.1989 — 18.09.2005);
- епископ François Eid OMM[1] (24.09.2005 — 16.06.2012);
- епископ Georges Chihane (16.06.2012 — по настоящее время).

## Источник
- Annuario Pontificio, Libreria Editrice Vaticana, Città del Vaticano, 2003, ISBN 88-209-7422-3
- Булла Inter praecipuas, AAS 39 (1947), стр. 84  (лат.)